# 博堅基
50°49′57″N 30°43′35″E / 50.83250°N 30.72639°E
博登基（烏克蘭語：Боденьки）是位於烏克蘭北部的村莊，由基辅州维什霍罗德区的皮爾諾韋市鎮負責管轄。該村面積2.3平方公里，海拔高度99米，2001年人口428，人口密度每平方公里186.1人。

## 画廊

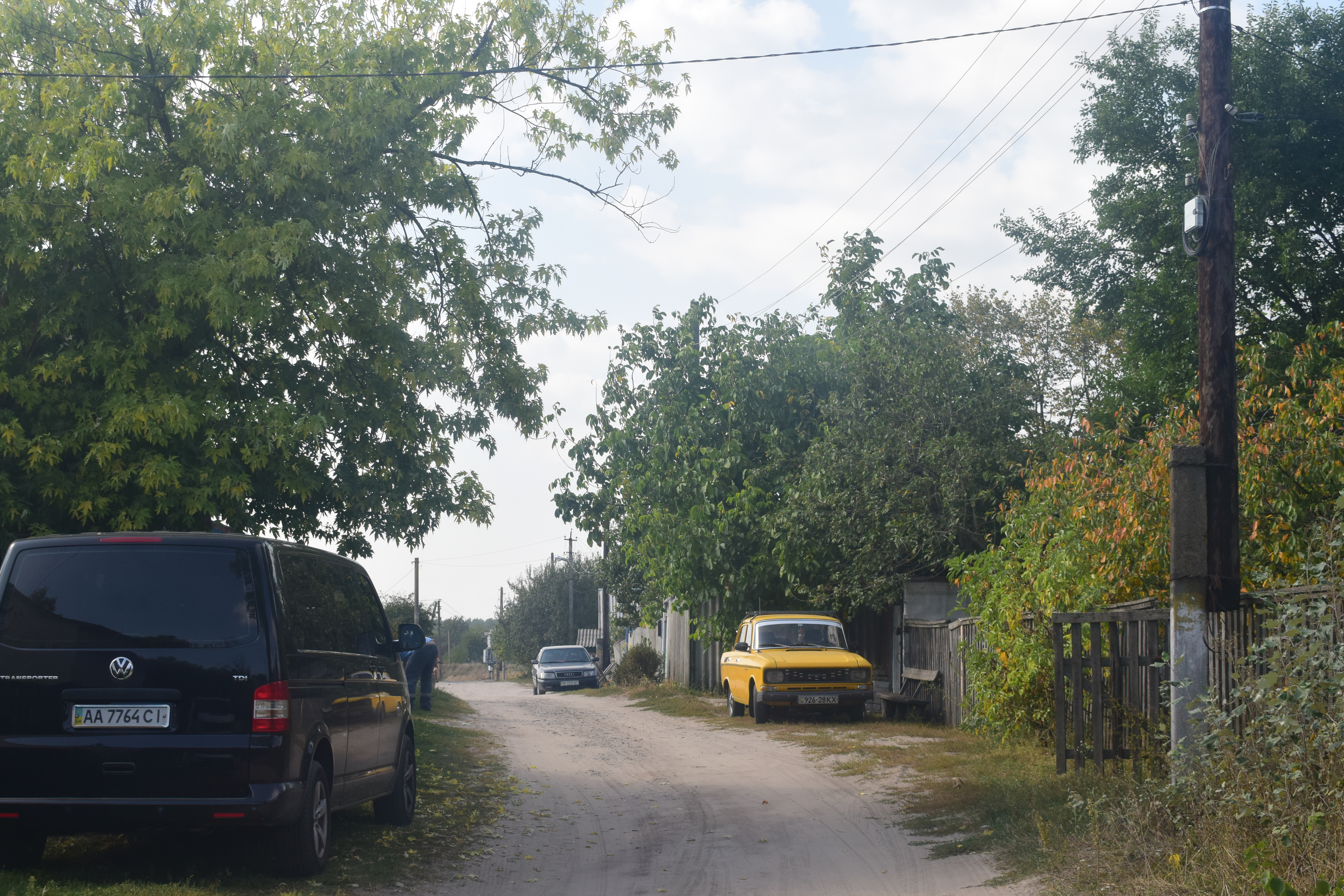
村街
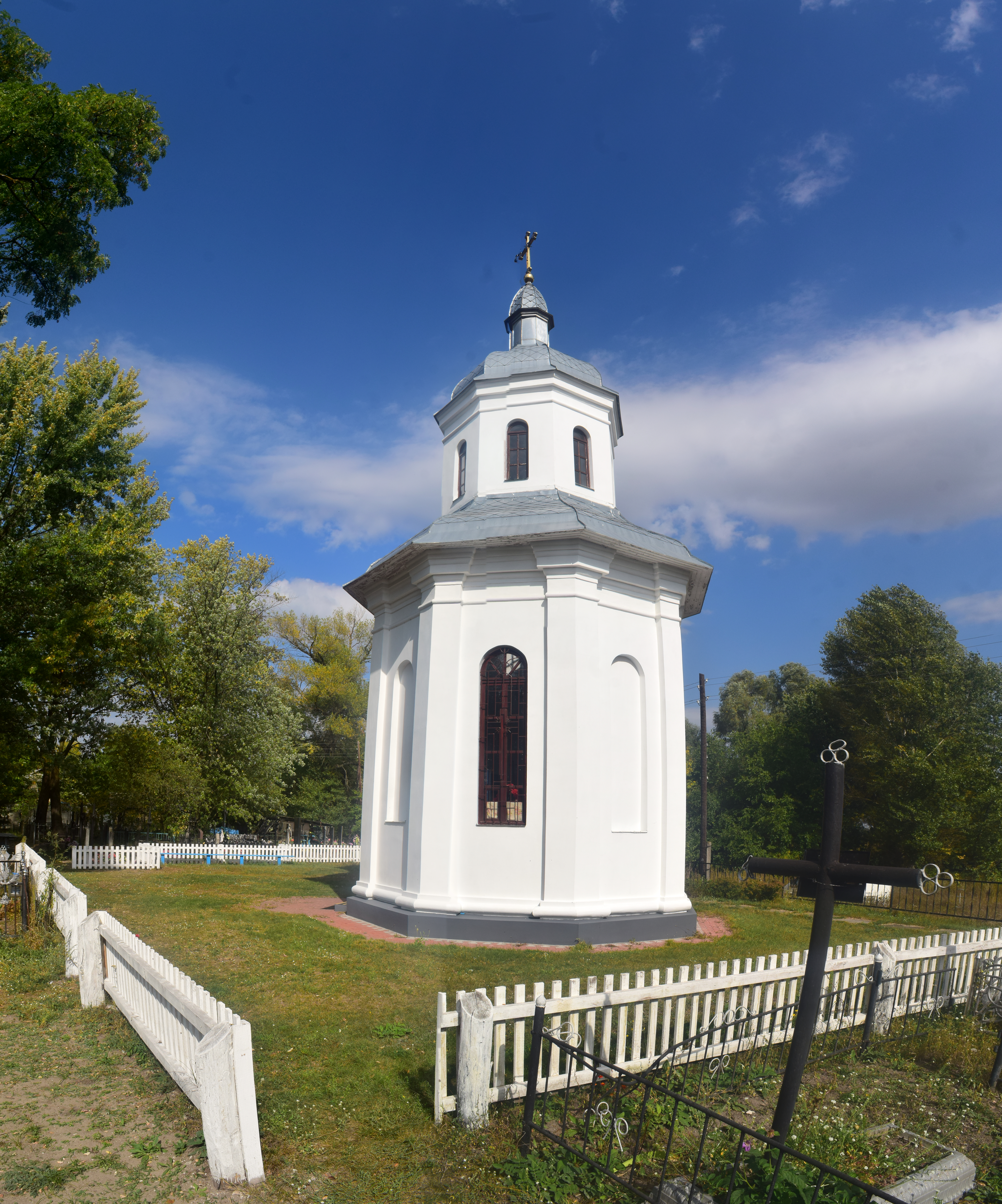
墓地里的教堂
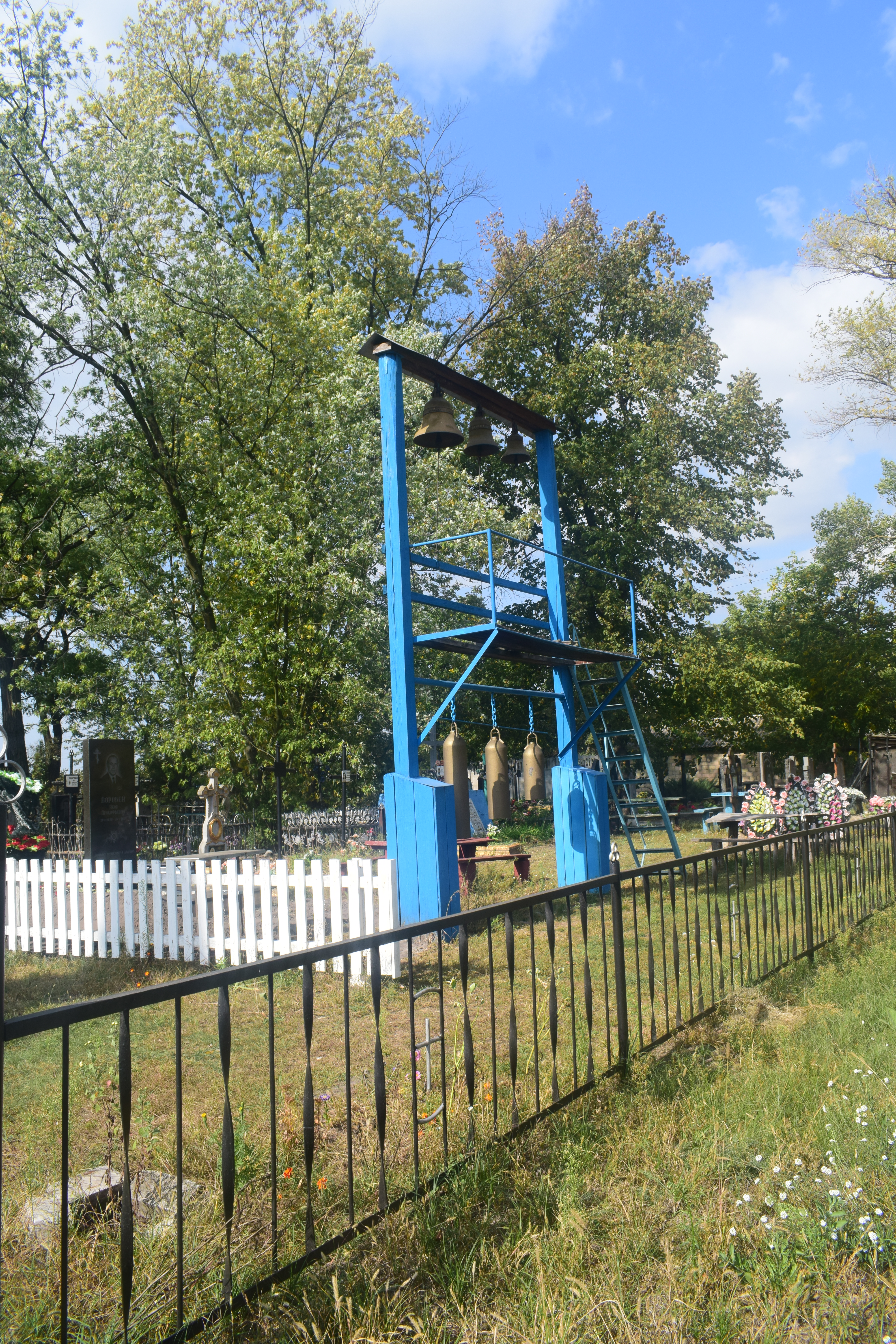
墓地中的钟楼
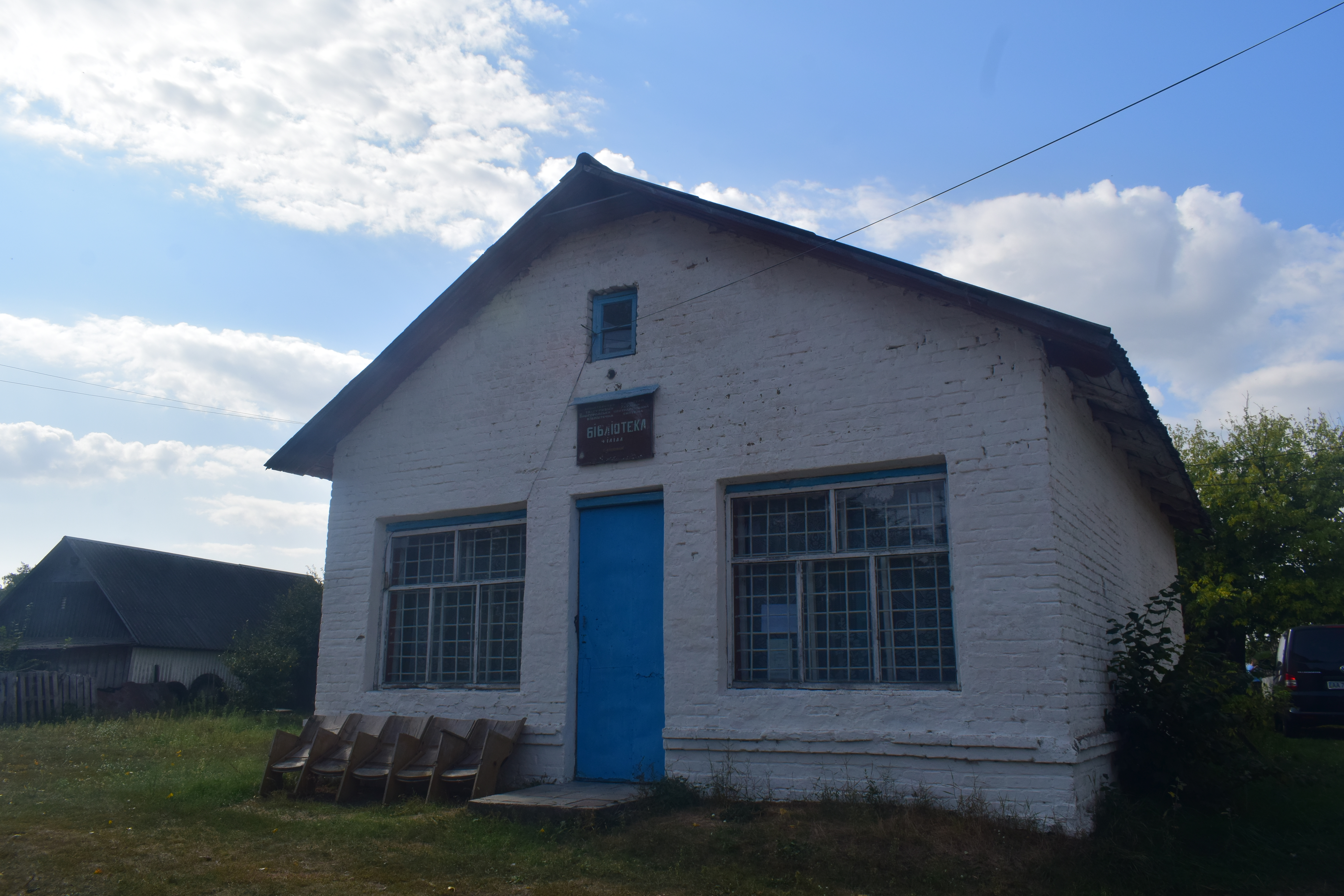
图书馆
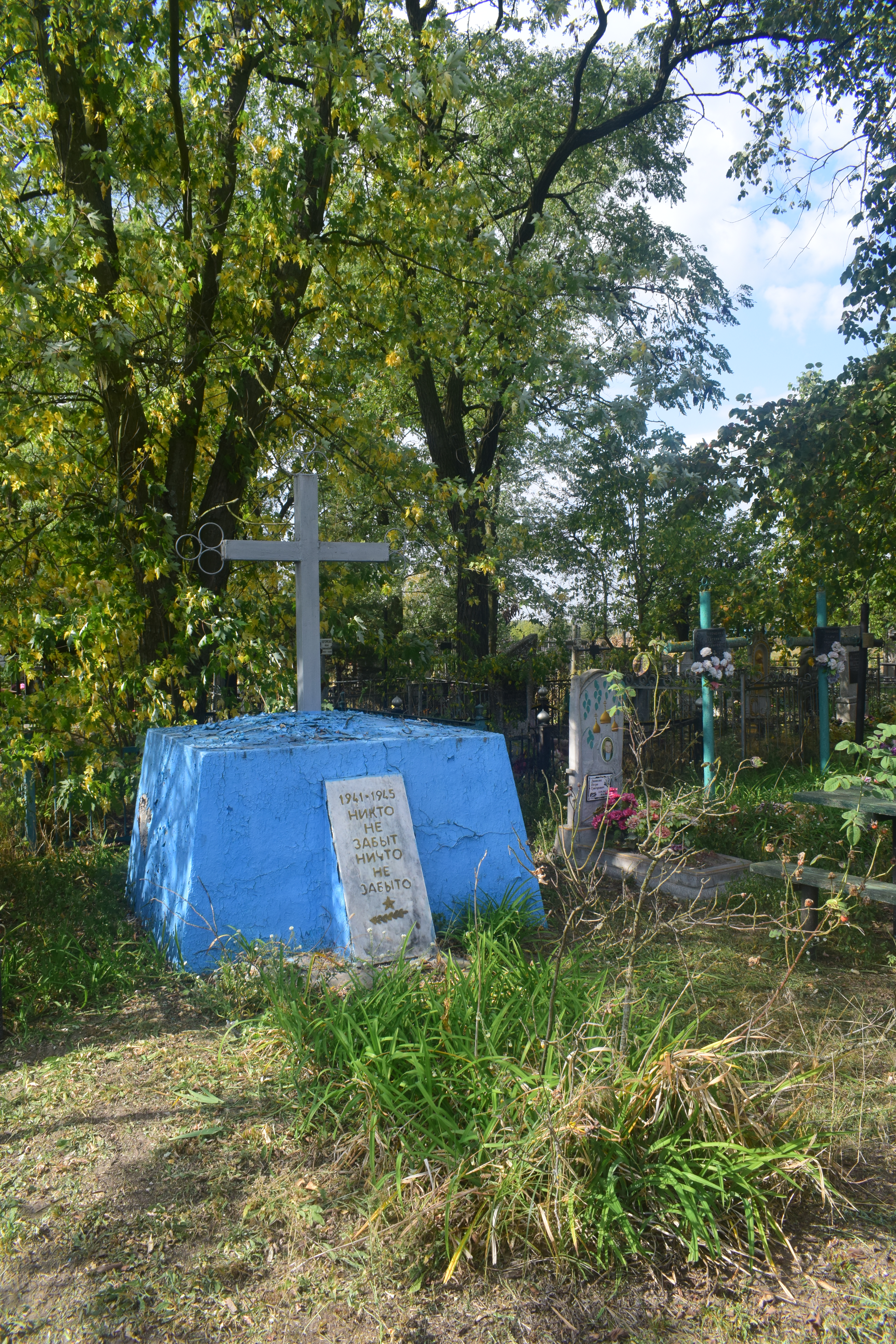
苏联士兵的万人坑
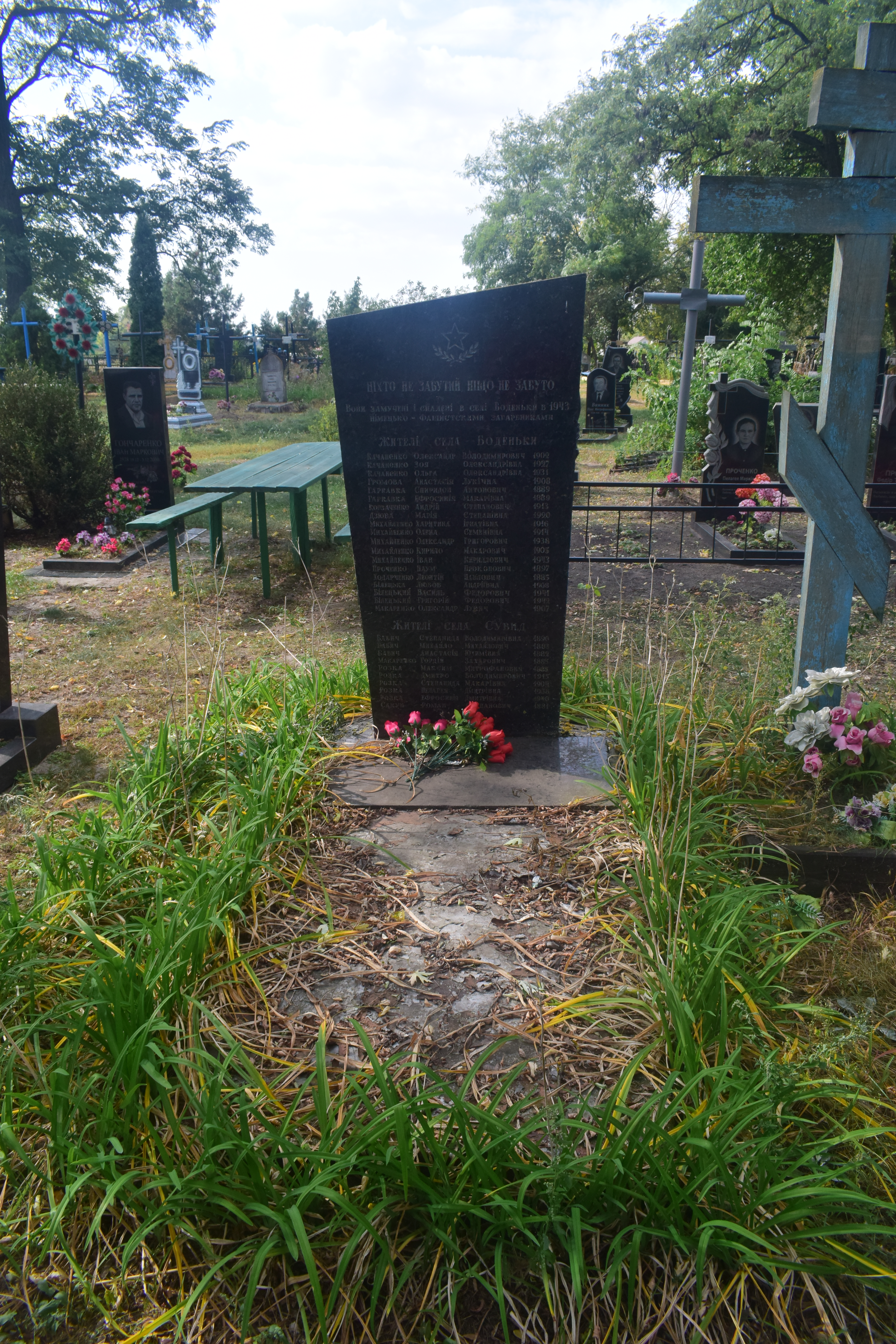
战友村民纪念碑